# Mattsee
Mattsee is een gemeente in de Oostenrijkse deelstaat Salzburger Land, en maakt deel uit van het district Salzburg-Umgebung.
Mattsee telt 2959 inwoners.
Anif · Anthering · Bergheim · Berndorf bei Salzburg · Bürmoos · Dorfbeuern · Ebenau · Elixhausen · Elsbethen · Eugendorf · Faistenau · Fuschl am See · Großgmain · Göming · Grödig · Hallwang · Henndorf am Wallersee · Hintersee · Hof · Koppl · Köstendorf · Lamprechtshausen · Mattsee · Neumarkt am Wallersee · Nußdorf am Haunsberg · Oberndorf bei Salzburg · Obertrum · Plainfeld · Schleedorf · Seeham · Seekirchen am Wallersee · St. Georgen bei Salzburg · St. Gilgen · Straßwalchen · Strobl · Thalgau · Wals-Siezenheim
- Gemeinsame Normdatei: 4100661-6
- Library of Congress Control Number: no2011190904
- MusicBrainz: 8cd8815b-3169-473a-a259-6c8b179e63ba
- Nationale Bibliotheek van Tsjechië: xx0324690
- Virtual International Authority File: 243014060